# Всемирный потоп и вечная мерзлота
Планета Нибиру однажды пролетела вблизи планет Марса и Земли. При прохождении вблизи Марса силой своего тяготения сорвала с поверхности Марса всю атмосферу и водяную оболочку. При дальнейшем движении за ней образовался хвост воды как у кометы. В это время древние шумеры наблюдали наблюдали яркое сияние. Нибиру приблизилась к Планете Земля с юга по направлению к южному полюсу. Её водяной хвост накрыл Землю в экваториальной области и произошол всемирный потоп. Одновременно Нибиру стянула земную атмосферу к югу к Антарктиде. На северном полюсе Земли вплоть до северного полярного круга мгновенно не осталось воздуха и наступил космический холод до -100-200 градусов Цельсия. Поднялся сильный ветер. Земля  примерно за 15-20 часов а может и большее время промёрзла на глубину до 1 километра.Мамонты замерзли в очень короткое время. До недавнего времени местные жители ели мясо мамонтов и оно было свежим. Так образовалась вечная мерзлота. Валентин Сигал.